# Нифонтов, Кирилл Владимирович
Кирилл Владимирович Нифонтов (5 мая 1977, Свердловск, РСФСР, СССР) — российский банкир, совладелец АО «Экспобанк» (2,26 % УК). Председатель правления АО «Экспобанк», член совета директоров «Экспобанка».
С октября 2011 до марта 2016 года являлся председателем правления «Экспобанка», который под его руководством в 2014 и 2015 годах был признан лучшим банком, осуществляющим свою деятельность на территории России по версии журнала EMEA Finance.
В марте 2020 вновь занял пост председателя правления «Экспобанка».
Принимает активное участие в жизни банковского сообщества, является членом крупнейших банковских ассоциаций[каких?].

## Биография
Родился 5 мая 1977 года в Свердловске, СССР. Получил степень магистра экономики в Уральском государственном университете имени А. М. Горького.

## Банковская деятельность
В банковской сфере — более 20 лет. Банковскую карьеру начал в 1999 году в ОАО «Уралвнешторгбанк» (г. Екатеринбург).
- С 1999 года работал в ОАО «Уралвнешторгбанк» (г. Екатеринбург), прошел путь от специалиста до руководителя дирекции по управлению операциями на финансовых рынках.
- С 2004 года — управляющий директор ОАО «Уралвнешторгбанк».
- В 2005 году — советник председателя правления ОАО «Желдорбанк» (г. Москва), возглавлял работу по реализации и сопровождению сделок M&A.
- С февраля 2008 года — председатель правления ОАО «Эталонбанк» (г. Москва) (бывший ОАО «Желдорбанк»).
- С июня 2009 года, после объединения ОАО «Эталонбанк» и ПАО КБ «Восточный» — заместитель председателя правления, член совета директоров ПАО КБ «Восточный».
- С октября 2011 года — председатель правления, член совета директоров ООО «Экспобанк».
- С марта 2016 года — член совета директоров и один из совладельцев «Экспобанка». В связи с активной консолидацией банковского сектора сосредоточился на реализации новых сделок M&A как в российском периметре, так и в Европе.
- В марте 2020 года — вновь назначен председателем правления ООО «Экспобанк»[4].

В 2014 году под руководством Нифонтова, согласно ежегодному рейтингу журнала The Banker, «Экспобанк» стал лучшим по рентабельности капитала среди 100 ведущих российских банков и занял вторую строчку в рэнкинге среди 10 ведущих банков по рентабельности активов по итогам 2014 года.
Кирилл Нифонтов на протяжении всей карьеры активно занимается сделками по слияниям и поглощениям (M&A в финансовом секторе), консолидирует и реструктуризирует активы.

## M&A (сделки по слиянию и поглощению)
Под руководством Нифонтова Кирилла было реализовано большое количество сделок M&A в финансовом секторе. В 2010 году с его участием была осуществлена покупка ЗАО «Сантандер Консьюмер Банк» у одной из ведущих европейских кредитных организаций Banco Santander. Привлечен в капитал банка «Восточный» инвестор — Фонд Барингс Восток. В этом же году реализована покупка Городского ипотечного банка у одного из ведущих международных финансовых институтов — Morgan Stanley, а также проведен ряд сделок по покупке небольших банков, которые в дальнейшем были успешно консолидированы с банком «Восточный».
В 2011 году Кирилл Нифонтов принимал непосредственное участие в покупке российской «дочки» у группы Barclays Bank PLC, по итогам года сделка была признана сделкой года на рынке банковских слияний и поглощений (M&A). В начале 2012 года был проведен ребрендинг и кредитной организации возвращено прежнее имя — «Экспобанк».
С момента работы на посту председателя правления «Экспобанка» Нифонтов Кирилл курировал проведение ряда сделок, таких как: ОАО «Сиббизнесбанк» (г. Сургут),  ООО КБ «Стромкомбанк» (г. Красноярск) и ООО «МАК-банк» у алмазодобывающей компании АК «АЛРОСА» (ОАО) — эти банки были консолидированы с ООО «Экспобанк» (Россия), а также была реализована покупка дочерней компании ЗАО "Банк «ВестЛБ Восток» у немецкой финансовой группы WestLB AG, по состоянию на 8 августа 2016 года данный актив был продан квалифицированному участнику рынка.
В августе 2013 года была завершена сделка по покупке российской дочерней компании ООО «ФБ-ЛИЗИНГ», принадлежащей крупнейшей независимой лизинговой компании в Европе VR-LEASING AG.
В ноябре 2015 года Экспобанк и группа Royal Bank of Scotland договорились о покупке дочернего банка RBS в России — «Королевского банка Шотландии» (ЗАО). 1 апреля 2016 года сделка была успешно завершена. По состоянию на 1 августа 2016 года банк был присоединен к Экспобанку. В рамках проведения премии Achievement Awards 9 июня 2016 года журнал EMEA Finance признал сделку по приобретению российской «дочки» «Королевского банка Шотландии»  лучшей на рынке M&A в 2015 году 
В декабре 2017 года Экспобанк успешно завершил сделку с турецким «Япы Кредит Банк» (Yapi ve Kredi Bankasi A.S.) по покупке 100% акций АО «АКБ «Япы Креди Банк Москва». Его представительство было открыто в 1988 году, в 1993 году банк получил лицензию ЦБ РФ. В ноябре 2018 года «Экспобанк» объявил о сделке по покупке 15% акций СДМ-Банка у Европейского банка реконструкции и развития. Сделка стала портфельной инвестицией для Экспобанка.
В 2019 году Экспобанк пришёл к соглашению с акционерами ПАО «Курскпромбанк» о приобретении контрольного пакета акций . Сделка была организована при участии Кирилла Нифонтова, к тому времени Курскпромбанк проработал на рынке более 29 лет и был крупнейшим по объемам активов банком в Черноземье. В январе 2020 года Курскпромбанк окончательно присоединился к Экспобанку в статусе Центрально-Чернозёмного филиала и продолжил работу под его брендом.